# Brasil en la Copa Mundial de Fútbol de 1970
La Copa Mundial de Fútbol de 1970 fue la novena vez que la Selección de fútbol de Brasil participó en una Copa del Mundo. Fue y sigue siendo el único país que participó en todas las ediciones del torneo FIFA.
Fue elegido por la revista World Soccer como el mejor equipo de fútbol de todos los tiempos.
El equipo fue dirigido por Zagallo y el capitán era Carlos Alberto Torres. Con la victoria, la selección brasileña tomó posesión definitiva de la Copa Jules Rimet.

## Clasificación

### Grupo 2
| Pos. | País      | Pts | J | G | E | P | GF | GC | GD  |
| ---- | --------- | --- | - | - | - | - | -- | -- | --- |
| 1    | Brasil    | 12  | 6 | 6 | 0 | 0 | 23 | 2  | +21 |
| 2    | Paraguay  | 8   | 6 | 4 | 0 | 2 | 6  | 5  | +1  |
| 3    | Colombia  | 3   | 6 | 1 | 1 | 4 | 7  | 12 | −5  |
| 4    | Venezuela | 1   | 6 | 0 | 1 | 5 | 1  | 18 | −17 |

| 6-8-1969 | Colombia | 0–2 | Brasil         | Bogotá, Colombia                 |                                  |
|          |          |     | Tostão 37' 44' | Árbitro(s): Alberto Tejada Burga | Árbitro(s): Alberto Tejada Burga |

| 10-8-1969 | Venezuela | 0–5 | Brasil                            | Caracas, Venezuela         |                            |
|           |           |     | Tostão 60' 72' 74' · Pelé 71' 75' | Árbitro(s): Eduardo Rendón | Árbitro(s): Eduardo Rendón |

| 17-8-1969 | Paraguay | 0–3 | Brasil                                       | Asunción, Paraguay |                    |
|           |          |     | Mendoza 70' (a.g.) · Jairzinho 81' · Edu 90' | Árbitro(s): Conley | Árbitro(s): Conley |

| 21-8-1969 | Brasil                                                             | 6–2 | Colombia               | Río de Janeiro, Brasil                               |                                                      |
|           | Tostão 15' 40' · Edu 48' · Pelé 60' · Rivelino 86' · Jairzinho 88' |     | Mesa 18' · Gallego 89' | Asistencia: 99,947 espectadores Árbitro(s): Comesana | Asistencia: 99,947 espectadores Árbitro(s): Comesana |

| 24-8-1969 | Brasil                                                  | 6–0 | Venezuela | Río de Janeiro, Brasil    |                           |
|           | Tostão 3' 22' 24' · Jairzinho 30' · Pelé 45' (pen.) 69' |     |           | Árbitro(s): Ortube Vargas | Árbitro(s): Ortube Vargas |

| 31-8-1969 | Brasil   | 1–0 | Paraguay | Río de Janeiro, Brasil   |                          |
|           | Pelé 68' |     |          | Árbitro(s): Barreto Ruiz | Árbitro(s): Barreto Ruiz |

## Campaña en las Eliminatorias
Brasil tuvo una actuación devastadora en las eliminatorias, ganando los seis partidos, anotando 23 goles y concediendo sólo 2. Tostão, de 23 años, emergió como el jugador más destacado, goleador y líder de asistencias, ya que Pelé no necesitó dar lo mejor de sí en cada partido. 
El técnico João Saldanha perdió su puesto tras las eliminatorias. 
Una de las versiones afirma que fue la pelea con el general Emílio Garrastazu Médici, que quería ver al jugador Dadá Maravilha en la selección nacional, lo que le costó el puesto a Saldanha. El periodista Armando Nogueira informó en el Jornal do Brasil que el presidente Médici era fanático de Dadá y quería verlo en la selección nacional. Saldanha respondió, a través de la prensa, al presidente: "Yo no convoco a los ministros, él no convoca a los jugadores".
Otra versión afirma que el enemigo de Saldanha, el técnico del Flamengo Dorival Knipel fue el motivo del despido. Días después de asegurarse un lugar en el Mundial, la selección brasileña fue derrotada por 2-1 por el equipo de Minas Gerais que dirige Dorival Knipel, quien mandó a su equipo a una vuelta olímpica para celebrar su victoria. Knipel fue fichado por Flamengo. Saldanha invadió la concentración del equipo rojinegro con un arma de fuego para tomar satisfacción, Knipel no estaba en el lugar, pero el caso generó una repercusión negativa. Poco después, en un partido de entrenamiento el sábado, Brasil empató con el Bangu dirigido por Flávio Costa. Saldanha fue despedido el martes y Zagallo fue contratado el jueves.
La relación entre Pelé y el entrenador João Saldanha era muy problemática. Saldanha quería que Pelé jugase más adelantado, como delantero centro. En una entrevista en aquel momento, Pelé dijo que no podía, después de jugar de una manera durante tanto tiempo, cambiar su manera de jugar "de un momento a otro". Pelé jugaba detrás de un delantero centro como mediapunta. Era Vavá, en los bicampeonatos de 1958 y 1962. El entrenador dijo que Pelé tenía Miopía, y Pelé respondió en ese momento: "Pensé que tal vez era incluso mezquino de su parte, pero tendría que atenerse a algo, tendría que justificarlo." En un documental de Netflix de 2021, Pelé recordó: "En privado, si me preguntan: '¿Sabía mucho de fútbol?', diré: 'No sabía mucho de fútbol'. Los jugadores intentábamos discutir: 'João, a ver si podemos hacerlo así o asá...'. Él decía: 'Pero yo soy el entrenador'. Insistimos: 'Hablemos, hablemos, porque hubo muchas decisiones que nos dimos cuenta de que no iban a salir bien'".
Cuando asumió el cargo, Zagallo declaró que Pelé y Tostão eran incompatibles. Ambos jugaban como mediapunta en sus clubes. Zagallo: "En esta formación que he montado, no puedo alinear a dos puntas de lanza con las mismas características. Tengo que tener al menos un jugador que luche dentro del área contraria, para finalizar las jugadas trabajadas por los otros. Por eso no puedo alinear a Tostão y Pelé en el mismo equipo". Con los resultados de los amistosos, Zagallo revisó su estrategia y Tostão jugó como falso nueve. Una innovación fue la colocación del medio centro de Saldanha, Wilson Piazza, como defensa. Tostão: "Zagallo retrasó al centrocampista Piazza al puesto de central para mejorar el pase de la defensa, ya que el reserva Fontana sólo daba patadas". El extremo izquierdo Edu perdió su puesto en favor del mediocampista izquierdo Roberto Rivellino. Según Edu: "Saldanha se fue, oí hablar del nuevo entrenador. No menciono mucho su nombre. Estábamos reunidos en el salón, Rivellino a mi lado y le dije: 'Riva, no juego más, siento que no voy a jugar más'. Sólo jugaba así, querrás a alguien que juegue igual. Yo ya sentía que no iba a jugar, porque él no quería un extremo ofensivo. Quería a alguien que pudiera formar el centro del campo, y yo no era un gran centrocampista. Iba al centro del campo y aprovechaba los contraataques, así fue en la fase de clasificación. Así que lo sabía".
Los cambios introducidos por Zagallo en el equipo se produjeron en el centro de la defensa, con la salida de Djalma Dias y Joel Camargo en lugar de Brito y del centrocampista Piazza como el otro defensa, Everaldo en lugar de Marco Antônio Feliciano, Clodoaldo en lugar de Piazza y Roberto Rivelino en la banda izquierda en lugar de Edu.
Marco Antônio Feliciano, el jugador más joven de la selección brasileña con sólo 19 años, se fue al banquillo con Zagallo. Gérson y Carlos Alberto Torres afirmaron que Marco Antonio estaba demasiado nervioso para ser titular con la selección brasileña. Según Marco Antônio Feliciano: "El día antes de mi salida del primer equipo, Félix y yo estábamos en el dormitorio, él fumaba, yo también fumaba, entonces Félix se levantó, debían ser las siete de la noche, habían programado una reunión, Félix, Brito, Carlos Alberto y Gérson, una reunión con Zagallo, yo dije, 'yo también voy', y Félix dijo 'no, no vas', era mi salida del primer equipo". Marco Antônio Feliciano negó haber "estaba asustado": "Everaldo no jugaba porque era mejor que yo. En realidad, teníamos un equipo muy ofensivo y una defensa 'inventada' (el centrocampista Piazza fue desplazado al centro de la defensa). Hacía falta un lateral más defensivo. Yo atacaba mucho más que Everaldo, y él marcaba mejor que yo. Por eso él acabó como lateral titular y yo como reserva de lujo". Según Gérson, Marco Antônio Feliciano estaba lesionado y Everaldo entró y "funcionó". Gérson: "Todo esto tiene que ser discutido con todos. Porque todos son jugadores. Quién está dentro y quién está fuera. Todos son jugadores. Así que hay que discutirlo. Tu voz es fuerte, va a ser analizada, va a ser discutida. Y si es la verdad, es la verdad".
Un reportaje en la revista "Placar" decía que Pelé, Tostão, Gérson, Rivellino y Clodoaldo decidieron que el tridente de ataque tendría a Pelé en el medio y a Tostão en la banda izquierda, pero nunca fijo; el mediocampo tendría a Clodoaldo, Gérson y Rivellino. El centrocampista Piazza se convirtió en el cuarto central. Jugaría al lado de Brito. Joel Camargo, Roberto y Caju pasaron a ser reservas. Sin embargo, los jugadores nunca confirmaron la reunión. Clodoaldo negó haber participado en una reunión para pensar en el equipo.
Zagallo afirmó que los más de dos meses que llevaba trabajando con la Seleção habían producido un cambio táctico drástico en el equipo: "Ha habido un cambio total en la formación. El 4-2-4 está anticuado y nadie juega así en el fútbol moderno. No se puede jugar un Mundial con un 4-2-4. (...) Tuve que sacrificar a Edu en la alineación del equipo. Necesitaba un mediocampista en el equipo. Alguien que pueda pelear y reducir el espacio del oponente también. No es la característica de Edu. Rivellino aprendió a hacer eso."

### Goleadores
10 goles
- Tostão

6 goles
- Pelé

3 goles
- Jairzinho

2 goles
- Edu

1 gol
- Roberto Rivelino

### Asistencias
4 asistencias
- Tostão

3 asistencias
- Pelé

1 Asistencia
- Jairzinho
- Carlos Alberto Torres
- Paulo Cézar Lima
- Gérson
- Piazza

## Preparación
Casi 20 días antes del debut de Brasil en la Copa del Mundo de 1970, Pelé concedió una entrevista al periódico Correio da Manhã afirmando que el equipo de aquel Mundial era superior al bicampeón. Las únicas posiciones en las que confesó tener dudas eran las de la defensa.
Dos preparadores físicos del cuerpo técnico pasarían a entrenar a Brasil en futuros Mundiales: Carlos Alberto Parreira y Cláudio Coutinho. Lamartine DaCosta, oficial de la Marina brasileña, diseñó el modelo de preparación, que incluía aislamiento en ciudades más altas, menos fútbol y más pruebas físicas. "Pasamos tres semanas en Guanajuato. Era un verdadero problema en aquella época. Nos pegaban todos los días. A los jugadores no les gustaba, a los medios tampoco. Y nadie sabía cuál sería la reacción de Zagallo, si estaría de acuerdo o no. Pero Coutinho, Chirol y Parreira, que era más joven y ya formaba parte de aquel cuerpo técnico, consiguieron convencerle. No tenía sentido tener un gran equipo si se iba a perder en preparación física".
La presentación de los jugadores de 1970 tuvo lugar el 12 de febrero de 1970, casi cuatro meses antes del partido inaugural contra Checoslovaquia, el 3 de junio en Guadalajara. Fueron 92 días de entrenamiento y 19 de descanso entre Río, Guadalajara y Guanajuato, a 350 km de la sede principal del equipo en México y a más de 2.000 metros de altitud. Carlos Alberto Parreira: "El CBD contrató a uno de los mayores expertos en deporte en altitud de la época, un argentino. Y nos dijo que la única manera de estar adaptados para el Mundial era ir a la sede con 20 o 30 días de antelación. Eso fue lo que hicimos, Guanajuato no tenía nada en ese momento, hoy ha crecido. Nos hospedamos en un resort. Ni siquiera era un hotel, y funcionó".
Fue João Saldanha quien visitó México y eligió la ciudad de Guanajuato, que tenía una altitud compatible con los partidos que Brasil jugaría, lo que serviría para acondicionar mejor a los atletas.
Según Lamartine: "Los mexicanos tienen cien años de experiencia en esto, en prepararse para la altitud. Envían a los tuberculosos a Guanajuato, por ejemplo. Había menos fútbol y más entrenamiento físico de fondo. Era como el atletismo. Coutinho trajo el método de Cooper, una carrera de 12 minutos en la que medía todo, el consumo de oxígeno, muchas cosas. Y funcionaba. El equipo siempre ganaba en la segunda parte" Carlos Alberto Parreira: "Nuestra idea al evaluar a cada jugador era proponer actividades individualizadas. Cada jugador recibía una carga de trabajo específica. También hicimos una batería de pruebas, de flexibilidad... Cláudio Coutinho, que estaba en el ejército, trajo el 'Test de Cooper' para ser realizado a los jugadores". Los niveles de fuerza y resistencia de Brito lo colocaron como el jugador con la mejor preparación física del Mundial.
Pelé tenía algunos problemas musculares. Esto le apartó de algunas sesiones de entrenamiento en Guanajuato y dio lugar a una pelea. Cuando escuchó al defensa Fontana decir que "el tío es bueno jugando al Futvóley y malo entrenando", el número 10 quiso pelearse. Fueron separados. El incidente casi acaba con el defensa cortado. Pero en la reunión de grupo, Pelé dijo que la disputa había terminado y que nada debía perturbar el ambiente.
El trabajo táctico se realizaba casi en su totalidad en los entrenamientos de la mañana, como preparación para el Mundial o durante el mismo. Por la tarde, el trabajo era físico y recreativo. El despertar tenía lugar entre las 7h00 y las 8h00, los entrenamientos solían empezar entre las 10h00 y las 11h00 y se prolongaban hasta el mediodía para simular el horario de algunos partidos del Mundial. Carlos Alberto Parreira: "Los jugadores aceptaron la idea y eso fue fundamental. Lo dividimos en tres fases: la primera con una carga más pesada, después fuimos reduciendo la intensidad hasta llegar a la fase de mantenimiento, durante el Mundial". El trabajo táctico consistía en mini-entrenamientos, con equipos reducidos. A menudo, la defensa titular jugaba contra el ataque titular. Para Tostão, era una novedad: "En 1970, Zagallo era un entrenador revolucionario, porque ya hacía entrenamientos tácticos diarios de defensa y ataque."

## Campaña del Mundial

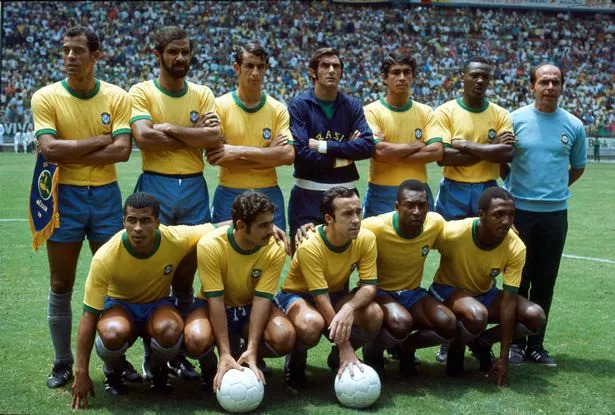
El equipo de Brasil: Jairzinho, Rivelino, Tostao, Pelé, Paulo Cézar Caju. Carlos Alberto, Brito, Piazza, Felix, Clodoaldo, Everaldo.

La selección brasileña ganó todos los partidos, al igual que Uruguay en 1930, Italia en 1938 y Brasil en 2002.
En el primer partido, contra la selección checoslovaca, el equipo brasileño dio la vuelta al partido, que abrió Ladislav Petráš, con goles de Rivellino, Pelé y Jairzinho (2). Este partido estuvo marcado por una jugada que se conocería como "el gol que Pelé no marcó", cuando pateó el balón hacia la portería en el centro del campo. El titular del Jornal dos Sports: "Brasil gana con el más puro arte del balón". El centrocampista checo Jozef Marko elogió a Pelé: "Pelé es indiscutiblemente un jugador brillante. Era diabólico, imposible de marcar".
Inglaterra fue el segundo rival de Brasil, derrotado por la mínima, con un gol de Jairzinho tras un centro de Tostão. Lesionado, Gérson no jugó (Paulo Cézar ocupó su lugar). El partido estuvo marcado por una parada considerada antológica por muchos comentaristas, historiadores y futbolistas, la del guardameta inglés Gordon Banks, quien, bajo los palos y cerca del suelo, inclinó por encima del larguero un balón cabeceado por Pelé.  El inglés Francis Lee declaró: "Podríamos haber ganado. Mucha gente habla de la defensa de Gordon [Banks], pero nosotros también tuvimos ocasiones. Ha sido el mejor partido en el que he participado. Eran dos equipos en su mejor momento, mostrando un gran fútbol". Abraham Klein, el árbitro del partido, dijo que el pitido final no fue oído por ninguno de los jugadores y, como el partido iba muy bien, permitió que continuara. "No mucha gente lo sabe, pero cuando pité el final los jugadores no lo oyeron y... dejé que continuara unos minutos". Carlos Alberto Torres consideró que el partido contra Inglaterra fue el más difícil. En la primera parte, durante una jugada en el área brasileña, el guardameta Félix realizó una excelente parada y, a continuación, Francis Lee le golpeó en la cara. Carlos Alberto Torres: "Llamé a Pelé y le dije: 'Pelé, tienes que pegarle a este tío para que se calme'. Y Pelé: 'Déjamelo a mí, déjamelo a mí'. En su (de Lee) primera bola, dije: 'No voy a esperar a Pelé'. Entonces fui y se la di. Le pegó fuerte, cometiendo una falta escandalosa, pero el árbitro israelí Abraham Klein hizo caso omiso y ni siquiera mostró tarjeta amarilla". Según Carlos Alberto, la jugada supuso un punto de inflexión en el partido. "A partir de entonces se quedaron tranquilos". Según Tostão: "El doctor Roberto Abdala Moura, que me operó del ojo y que asistía a todos los partidos de la selección en el estadio, invitado por el cuerpo técnico, cuenta una anécdota deliciosa y hasta ahora inédita: "Estadio Jalisco, Guadalajara. Mediodía. Hacía un calor abrasador. El estadio estaba bien, pero sólo había electricidad en uno de los vestuarios. Por la noche, mientras los jugadores se retiraban a descansar, alguien dijo: 'Mañana tendremos que llegar temprano al estadio para ir al vestuario que tenía electricidad'. Otro preguntó: '¿Y si los ingleses llegan primero? Nos miramos y alguien dijo: 'Vámonos ya'". El Dr. Roberto continúa: "Así que cuatro mosqueteros fueron al estadio al amanecer. Despertaron a los guardias de seguridad, que, después de explicarnos las cosas, nos permitieron ocupar el vestuario ideal, con la bandera brasileña y todo. El resultado fue que, con un calor infernal, el equipo inglés no bajó al vestuario en el descanso de la primera a la segunda parte." El médico termina: "Brasil, 1-0. Dicen que el Mundial se gana en los pequeños detalles, y nosotros también nos sentimos orgullosamente un poco victoriosos."
El tercer partido fue contra Rumania, que Brasil ganó por 3-2, con dos goles de Pelé y uno de Jairzinho. Con Gerson (muslo) y Rivellino (tobillo) lesionados, Zagallo decidió prescindir de ellos, y el equipo salió al campo con Piazza en el centro del campo y Fontana en la defensa. Paulo Cézar Caju permaneció en el equipo. Tostão: "El equipo perdió su estructura táctica ofensiva, su olfato para el balón". El seleccionador rumano, Angelo Niculescu, sustituyó al guardameta a los 27 minutos de la primera parte y explicó: "Un portero que encaja dos goles en 25 minutos siempre se ve afectado negativamente y por eso, pensando que podía estar mucho más afectado, lo saqué del equipo. Estoy convencido de que no me equivoqué con mis sustituciones. Como resultado, el equipo mejoró y ganó más confianza".
En cuartos de final, Brasil venció a Perú, entonces entrenado por el campeón mundial Didí, por 4-2, con goles de Jairzinho, Rivellino y Tostão (2). Antes del partido, Pelé retrasó el comienzo del encuentro y se agachó deliberadamente para atarse los cordones de los zapatos, en un truco publicitario del fabricante de botas de fútbol Puma. Pelé cobró 120.000 dólares por el truco. Carlos Alberto Torres: "Cuando fuimos a jugar contra Perú, nuestro respeto, por encima de todo, era para Didí [brasileño, entrenador de la selección peruana]. El hecho de que Didi metiera a Perú en el Mundial. El hecho de que descubriera a jugadores como Perico León, Gallardo, Cubillas y Mifflin y los hiciera jugar. Tenían un equipo muy bueno de mediocampo hacia adelante. La defensa no era muy buena, el portero....". Gérson: "Nosotros fuimos a hacer nuestro juego y ellos a hacer el suyo. Porque Didi no era defensivo, igual que Zagallo no era defensivo. Nuestro equipo se encerró, pero salió a jugar. Y lo mismo hizo su equipo. Grandes centrocampistas, grandes jugadores de ataque, y nosotros también. Pero su portero [Rubiños] era malo, su portero no era bueno. Ellos mismos se quejaban de su portero. Y su defensa, su mediocampo, su mediocampo central, era débil, no era bueno".
En semifinales, Brasil se impuso a Uruguay por 3-1. Los uruguayos se quejaron de que el partido se había programado en Ciudad de México, pero en la víspera del encuentro se trasladó a Guadalajara, donde habían sido los cuatro partidos anteriores de la selección brasileña, a petición de Brasil. Antes del partido, los periódicos señalaron que era el primer enfrentamiento de Brasil con Uruguay en la Copa del Mundo desde el Maracanaço. "Veíamos los periódicos: '¿es venganza?", recordaba Gerson. Según Clodoaldo, Carlos Alberto Torres desempeñó un papel clave: después de que los uruguayos marcaran su primer gol, le pidió a Gérson, que estaba siendo marcado individualmente, que se quedara atrás y dejara libre a Clodoaldo para atacar. Al final de la primera parte, Clodoaldo recibió el balón dentro del área y remató cruzado para empatar el partido. En la segunda parte, Jairzinho y Rivelino marcaron los otros goles para ganar el partido. "Habló con Gérson y Zagallo, y ellos decidieron este cambio, que fue esencial para que venciéramos a Uruguay". El partido estuvo marcado por otra famosa jugada de Pelé, en la que regatea al portero Ladislao Mazurkiewicz, dejando que el balón ruede hacia la izquierda de su oponente mientras él se va hacia la derecha, y dispara a puerta vacía, pero el balón está a sólo unos centímetros de la portería. La jugada se conoció como el regate de Pelé. Al final del partido, Pelé dio un codazo al centrocampista uruguayo Dagoberto Fontes. El centrocampista reconoció que había golpeado a Pelé unos minutos antes y que la jugada era una "revancha". Fontes declaró en 2008: "Yo digo que los Mundiales eran batallas entre comillas, porque no usábamos armas. Cuando estábamos en la banda, él sale corriendo, yo salgo a marcarlo y voy por debajo del balón, y cuando salta, me da un codazo en el ojo. No me tiré al suelo porque no quería demostrar que me dolía. Pero lo cierto es que mi ojo acabó en la nuca". El árbitro español José Ortiz Mendizabal no vio el codazo e incluso pitó falta a favor de Brasil.
La Anexo:Final de la Copa Mundial de Fútbol de 1970 la disputaron las selecciones de Brasil e Italia en el Estadio Azteca. Brasil partía como favorita. Aunque Italia era la campeona de Europa, su campaña en México había sido discreta. Brasil ganó el partido por 4-1, con goles de Pelé, Gerson, Jairzinho y Carlos Alberto Torres, convirtiéndose en el primer tricampeón mundial. El portero Félix sólo usó guantes en la final. Roberto Rivelino introdujo en el mundo el regate elástico, por encima del italiano Mario Bertini. El seleccionador italiano, Ferruccio Valcareggi, estableció un marcaje individual sobre los delanteros. Rosato contra Tostão, Facchetti contra Jairzinho, Burgnich y Bertini alternando entre Rivelino y Pelé. El cansancio del largo partido contra Alemania y la tan cacareada forma física de Brasil se dejaron sentir en la segunda parte. El cuarto gol es considerado una de las mejores jugadas de la historia de los Mundiales. En un intercambio de nueve pases entre casi todos los jugadores del equipo brasileño, con Clodoaldo regateando a cuatro italianos, Rivelino pasa a Jairzinho, que la lanza a Pelé, quien, advertido por Tostão de jugar hacia la derecha, sin mirar, la sirve delicadamente al capitán Carlos Alberto Torres, que entra en el área a una velocidad increíble para disparar un misil teledirigido con una precisión indefendible.
Con esta hazaña, el país obtuvo la posesión definitiva de la Copa Jules Rimet, tal como lo estipulan las reglas de la FIFA, Zagallo se convirtió en la primera persona en ganar la Copa tanto como jugador como como entrenador y Pelé se convirtió en el primer y único jugador en ganar tres ediciones de la Copa.
Tras el torneo, los jugadores recibieron varios premios de manos de políticos que se convirtieron en polémicos por estar financiados con dinero público y por la situación económica de los jugadores. El caso de las "Fuscas de Maluf" fue el más famoso. Paulo Maluf, entonces alcalde de São Paulo, regaló a los jugadores y al cuerpo técnico de la selección brasileña 25 automóvil Volkswagen Tipo 1 verde musgo de kilómetro cero comprados con dinero público. Los coches se convirtieron en un caso judicial de 36 años, en el que el Ministerio Público consideró que el político había perjudicado a las arcas públicas sin beneficiar a la ciudad - tras varios recursos, Maluf fue absuelto en marzo de 2006 con el argumento de la defensa de que la compra de los coches estaba aprobada por la ley municipal. Varios jugadores acabaron deshaciéndose de los Volkswagen Tipo 1 de Maluf poco después de recibir el regalo. Tostão: "Lo recibimos como un regalo, como un homenaje, en la euforia de un título tan importante. Tenía 23 años. Sólo después supimos que el dinero era del pueblo y que había una demanda". La suma de Cr$ 315.000,00 destinada a la compra de los coches equivaldría a 780 mil dólares en 2020. Otro regalo vino del gobernador de São Paulo, Abreu Sodré, que distribuyó miniaturas de la estatua de Jules Rimet hechas de oro a los jugadores y al cuerpo técnico. El gobierno encargó 50 miniaturas, pero sólo distribuyó 42. El valor de cada una era de Cr$ 2.800,00. En 2020, esto equivaldría a 560 mil dólares.

## Jugadores
Estos son los 22 jugadores convocados para el torneo:
- De los 22 jugadores del plantel hay 6 fallecidos.

Joel
- Everaldo
- Fontana
- Carlos Alberto
- Félix
- Pelé

## Resultados

### Grupo 3
| País           | J | G | E | P | GF | GC | GD | PTS |
| -------------- | - | - | - | - | -- | -- | -- | --- |
| Brasil         | 3 | 3 | 0 | 0 | 8  | 3  | +5 | 6   |
| Inglaterra     | 3 | 2 | 0 | 1 | 2  | 1  | +1 | 4   |
| Rumania        | 3 | 1 | 0 | 2 | 4  | 5  | -1 | 2   |
| Checoslovaquia | 3 | 0 | 0 | 3 | 2  | 7  | -5 | 0   |

| 3 de junio de 1970 | Brasil                                       | 4–1     | Checoslovaquia | Estadio Jalisco, Guadalajara                              |                                                           |
|                    | Rivellino 24' · Pelé 59' · Jairzinho 61' 83' | Reporte | Petráš 11'     | Asistencia: 52,897 espectadores Árbitro(s): Ramón Barreto | Asistencia: 52,897 espectadores Árbitro(s): Ramón Barreto |

| 7 de junio de 1970 | Inglaterra | 0–1     | Brasil        | Estadio Jalisco, Guadalajara                              |                                                           |
|                    |            | Reporte | Jairzinho 59' | Asistencia: 66,843 espectadores Árbitro(s): Abraham Klein | Asistencia: 66,843 espectadores Árbitro(s): Abraham Klein |

| 10 de junio de 1970 | Brasil                       | 3–2     | Rumania                          | Estadio Jalisco, Guadalajara                                    |                                                                 |
|                     | Pelé 19' 67' · Jairzinho 22' | Reporte | Dumitrache 34' · Dembrovschi 84' | Asistencia: 50,804 espectadores Árbitro(s): Ferdinand Marschall | Asistencia: 50,804 espectadores Árbitro(s): Ferdinand Marschall |

### Cuartos de final
| 14 de junio de 1970 | Brasil                                         | 4–2     | Perú                        | Estadio Jalisco, Guadalajara                             |                                                          |
|                     | Rivellino 11' · Tostão 15' 52' · Jairzinho 75' | Reporte | Gallardo 28' · Cubillas 70' | Asistencia: 54,233 espectadores Árbitro(s): Vital Loraux | Asistencia: 54,233 espectadores Árbitro(s): Vital Loraux |

### Semifinales
| 17 de junio de 1970 | Uruguay     | 1–3     | Brasil                                        | Estadio Jalisco, Guadalajara                                             |                                                                          |
|                     | Cubilla 19' | Reporte | Clodoaldo 44' · Jairzinho 76' · Rivellino 89' | Asistencia: 51,261 espectadores Árbitro(s): José María Ortiz de Mendibil | Asistencia: 51,261 espectadores Árbitro(s): José María Ortiz de Mendibil |

### Final
| 21 de junio de 1970 | Brasil                                                     | 4–1     | Italia         | Estadio Azteca, México                                     |                                                            |
|                     | Pelé 18' · Gérson 66' · Jairzinho 71' · Carlos Alberto 86' | Reporte | Boninsegna 37' | Asistencia: 107,412 espectadores Árbitro(s): Rudi Glöckner | Asistencia: 107,412 espectadores Árbitro(s): Rudi Glöckner |

## Goleadores[32]
7 goles
- Jairzinho

4 goles
- Pelé

3 goles
- Roberto Rivelino

2 goles
- Tostão

1 gol
- Carlos Alberto Torres
- Clodoaldo
- Gérson

## Asistencias[32]
6 asistencias
- Pelé

4 asistencias
- Tostão

3 asistencias
- Roberto Rivelino

2 asistencias
- Gérson

1 Asistencia
- Jairzinho
- Paulo Cézar Lima